# ایرادا آشومووا
ایرادا آشومووا (انگلیسی: Irada Ashumova؛ زادهٔ february ۲۵, ۱۹۵۸ (۶۷ سال)) ورزشکار ورزش تیراندازی اهل جمهوری آذربایجان است.
وی در مسابقات کشوری و بین‌المللی در مجموع برندهٔ ۳ مدال نقره، ۱ مدال برنز شده‌است.